# Nurjan Jusupov
Nurjan Jusupov (ur. 17 kwietnia 1976) – kirgiski zapaśnik walczący w stylu klasycznym. Zajął 31 miejsce na mistrzostwach świata w 1999. Siódme miejsce na igrzyskach azjatyckich w 1998 i jedenaste w 2002. Srebrny medal na mistrzostwach Azji w 2005, czwarty w 1999. Złoty medal na igrzyskach Azji zachodniej w 1997 roku.